# Mike Olscamp
Michael Robert « Mike » Olscamp est un homme politique canadien, député progressiste-conservateur de Tantramar à l'Assemblée législative du Nouveau-Brunswick de 2006 à 2014.

## Biographie
Né à Campbellton, Mike Olscamp est membre du Parti progressiste-conservateur du Nouveau-Brunswick. Il est élu le 18 septembre 2006, lors de la 56e élection générale, pour représenter la circonscription de Tantramar à l'Assemblée législative du Nouveau-Brunswick, dans la 56e législature.
Il est réélu à la 57e législature le 27 septembre 2010, lors de la 57e élection générale. Il est assermenté le 12 octobre 2010 au poste de ministre de l'Agriculture, de l'Aquaculture et des Pêches dans le gouvernement David Alward.